# Публий Волумний Аминтин Гал
Публий Волумний Аминтин Гал (на латински: Publius Volumnius Amintinus Gallus) е политик на ранната Римска република.

## Биография
Произлиза от клон Гал на старата патрицианска фамилия Волумнии (Gens Volumnia).
През 461 пр.н.е. той е консул с колега Сервий Сулпиций Камерин Корнут. В годината на неговия консулат се състоят битки по внесения закон Lex Terentilia и процес срещу Кезо Квинкций, син на Луций Квинкций Цинцинат. Преди битката при планината Алгид (Mons Algidus) през 458 пр.н.е. той е изпратен при еквите заедно с Квинт Фабий Вибулан и Авъл Постумий Алб Региленсис да преговаря с коменданта им.